# Ramsden-Okular

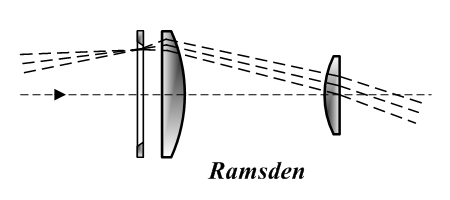
Ramsden-Okular

Das Ramsden-Okular gehört zu den zweilinsigen Okularen; es wurde im 18. Jahrhundert vom englischen Optiker Jesse Ramsden (1735–1800) für Teleskope und Mikroskope erdacht. Es ist eine Weiterentwicklung des Huygens-Okular von 1670, eines der ältesten annähernd farbreinen Linsensysteme. Dieses hatte aber nur ein recht kleines Gesichtsfeld und war auch nicht für den Einbau eines Fadenkreuzes geeignet.
Genau das war Ramsdens Motiv, ein Okular für Messfernrohre zu entwickeln. Es hat wie bei Huygens zwei plankonvexe Linsen, doch ist die erste Linse umgedreht; sie zeigt mit ihrer planen Seite zum Objektiv. Außerdem liegt eine Zwischenbildfläche auf der Planseite der ersten Linse, so dass sich dort (außerhalb der Okularfassung, also mechanisch leicht zugänglich) ein Fadenkreuzokular mit Strichmarken für Messfernrohre einsetzen lässt.
Ein kleiner Nachteil ist, dass die Austrittspupille auf der Planseite der Augenlinse liegt, weshalb das Gesichtsfeld nicht vollständig zu überblicken ist (diesbezüglich günstiger ist das um dieselbe Zeit entwickelte Mittenzwey-Okular). Durch Zusammenrücken der Linsen kann man diese Einschränkung verringern, wobei aber die Achromasiebedingung nicht mehr erfüllt ist. Abhilfe bietet das spätere Kellner-Okular, bei dem die einfache Augenlinse durch eine Doublette (Achromat) ersetzt wurde.

## Verwendung
Obwohl die Ramsden’sche Bauart heute als überholt gilt, hat sie wegen ihrer vergleichsweise einfachen Herstellung noch gewisse Bedeutung für preisgünstige Fernrohre und auch für einfache Ablesemikroskope von Messgeräten. Dass man (ebenso wie beim Huygens-Okular) das Auge dicht ans Okular führen muss, ist aber besonders für Brillenträger nachteilig. Als einfaches optisches System sind seine Komponenten auch in manchen Selbstbausätzen enthalten.
Sehr erfolgreich verwendete z. B. Friedrich Wilhelm Bessel das Ramsden-Okular zur genauen Vermessung von Kometenbahnen. Für den Kometen 1807 ergänzte er das Okular um ein Schraubenmikrometer, um die Messgenauigkeit zu optimieren.